# Энциклопедия истории Украины
Энциклопедия истории Украины (ЭиУ, укр. Енциклопедія історії України) — тематическое энциклопедическое издание на украинском языке.
Энциклопедия, в качестве общедоступного сводного синтетического издания, подытожила изыскания украинских историков в 1990-е годы. Состоит из 11 томов (более 11 005 статей).

## История
Изданием, предшествующим «Энциклопедии истории Украины», была «Советская энциклопедия истории Украины» (1969—1972), которая преимущественно освещала события периода после Октябрьской революции 1917 года с позиций господствующей в СССР идеологии марксизма-ленинизма. В конце 1980-х годов на Украине развернулась научно-исследовательская работа, связанная с теоретическим переосмыслением отечественной истории и исследованием её «белых пятен», издавались документы, историографические труды XIX — начала XX веков, археографические работы, изданные на Украине и в России с конца 1980-х годов, многотомные обобщающие издания.
В июне 1997 года президиум Национальной академии наук Украины (НАН Украины) принял постановление о подготовке многотомной «Энциклопедии истории Украины» в качестве общедоступного сводного синтетического издания, в котором были бы подытожены изыскания украинских историков. Составленный словник, в связи с незавершённостью ЭиУ, на конец 2012 года продолжает уточняться. С каждым новым томом из года в год издание эволюционирует: от подобия «исправленной и дополненной» «Советской энциклопедии истории Украины» к изданию, в основе которого лежат оригинальные концепции истории Украины, значительно отличающиеся от российских или советских схем.

## Особенности
В словник ЭиУ были включены статьи обо всех исторических областях современной территории Украины, о национальных меньшинствах страны, жизни этнических украинцев в России, Польше и других государствах, общетеоретические материалы по историографии и политологии, а также информация о некоторых знаменитостях и влиятельных организациях международного уровня, тем или иным образом связанных с Украиной (причём эта связь отражена в статьях).
Критерии отбора статей об учёных-историках отличны от подобных изданий: в данном случае решающим являлись не формальные критерии (например, наличие докторской степени), а лидерство в той или иной области исторической науки. При включении статей об учёных, относящихся к смежным областям знаний, а также о деятелях культуры и искусства, редколлегия руководствовалась достаточно условными соображениями их значимости в качестве «национального достояния Украины».
Общее количество авторов, согласно списку рабочей группы, составляет 864 человека, но это неполные данные, ориентировочно их число доходит до тысячи, это преимущественно работники учреждений НАН Украины гуманитарного профиля. Энциклопедию издаёт Институт истории Украины НАН Украины (Киев). Также участвуют Институт археологии НАН Украины (Киев) и Институт украиноведения имени И. Крипякевича НАН Украины (Львов), приглашены к работе над энциклопедией учёные из разных городов Украины; есть авторы из Польши, России, Литвы, Канады.
В тексте статей «Энциклопедии истории Украины», в отличие от «Энциклопедии украиноведения», была использована схема сквозных ссылок, принятая в российском и советском энциклопедическом деле: заголовок отдельной статьи (или ссылка на него) вводится курсивом в текст другой статьи как его часть, что помогает в связности между собой тематики статей, затрагивающие один и тот же предмет.
Первые 9 томов отпечатаны издательством «Наукова думка». Главный редактор — Валерий Андреевич Смолий. Иллюстрации — чёрно-белые, это преимущественно фотографии и старинные гравюры. Тираж каждого тома составляет 5000 экземпляров.

## Лицензирование
14 сентября 2012 года Институт истории Украины НАН Украины, которому принадлежат права на энциклопедию, разрешил свободное распространение содержащихся в ней текстов под лицензией CC-BY-SA.

## Содержание
| Том | Название                   | Год издания | Страниц | Число статей | Иллюстраций | Карт           | ISBN                             |
| --- | -------------------------- | ----------- | ------- | ------------ | ----------- | -------------- | -------------------------------- |
| 1   | А — В                      | 2003        | 688     | 2060         | 766         | 48             | ISBN 966-00-0734-5               |
| 2   | Г — Д                      | 2004        | 518     | 1298         | 702         | 15 (+ 3 схемы) | ISBN 966-00-0425-7               |
| 3   | Е — Й                      | 2005        | 672     | 1025         | 855         | 31             | ISBN 966-00-0645-4               |
| 4   | Ка — Ком                   | 2007        | 528     | 784          | 810         | 53             | ISBN 978-966-00-0725-3           |
| 5   | Кон — Кю                   | 2008        | 560     | 704          | 833         | 37             | ISBN 978-966-00-0855-4 (ошибоч.) |
| 6   | Ла — Мі                    | 2009        | 784     | 1140         | 968         | 57             | ISBN 978-966-00-1028-1 (ошибоч.) |
| 7   | Мл — О                     | 2010        | 728     | 883          | 573         | 72             | ISBN 978-966-00-1061-1           |
| 8   | Па — Прик                  | 2011        | 520     | 686          | 460         | 44             | ISBN 978-966-00-1142-7           |
| 9   | Прил — С                   | 2012        | 944     | 1316         | 906         | 77             | ISBN 978-966-00-1290-5           |
| 10  | Т — Я                      | 2013        | 784     | 1109         | 890         | 88             | ISBN 978-966-00-1359-9           |
| 11  | Україна—Українці: Кн. 1    | 2018        | 608     |              | 650         |                | ISBN 978-966-00-1676-7           |
| 12  | Україна—Українці: Кн. 2    | 2019        | 845     | 363          | 742         | 68             | ISBN 978-966-00-1740-5           |
| 13  | Додатковий том: Кн. 1. А—Я | 2021        | 772     | 1066         | 546         | 47             | ISBN 978-966-00-1858-7           |